# Жинья
Жинья — река в России, протекает в Селтинском районе Удмуртии. Устье реки находится в 36 км по левому берегу реки Кырчма. Длина реки составляет 17 км, площадь водосборного бассейна 74,4 км².
Исток реки находится у деревни Ботино к югу от села Уть-Сюмси в 29 км к северо-западу от села Селты. Река течёт на юг, затем поворачивает на запад. Приток — Мукшурка (левый). Всё течение проходит по ненаселённому заболоченному лесу. Впадает в Кырчму у нежилой деревни Ларенцы.

## Данные водного реестра
По данным государственного водного реестра России относится к Камскому бассейновому округу, водохозяйственный участок реки — Вятка от водомерного поста посёлка городского типа Аркуль до города Вятские Поляны, речной подбассейн реки — Вятка. Речной бассейн реки — Кама.
Код объекта в государственном водном реестре — 10010300512111100038835.